# Eurocypria Airlines
Eurocypria Airlines Limited (діяла як Eurocypria Airlines) — державна авіакомпанія Кіпру зі штаб-квартирою у місті Ларнака, що спеціалізувалася головним чином, на виконанні чартерних перевезень. Головний операційний вузол (хаб) авіакомпанії перебував у Міжнародному аеропорту Ларнака, вторинний хаб — в Міжнародному аеропорту Пафос.

## Історія

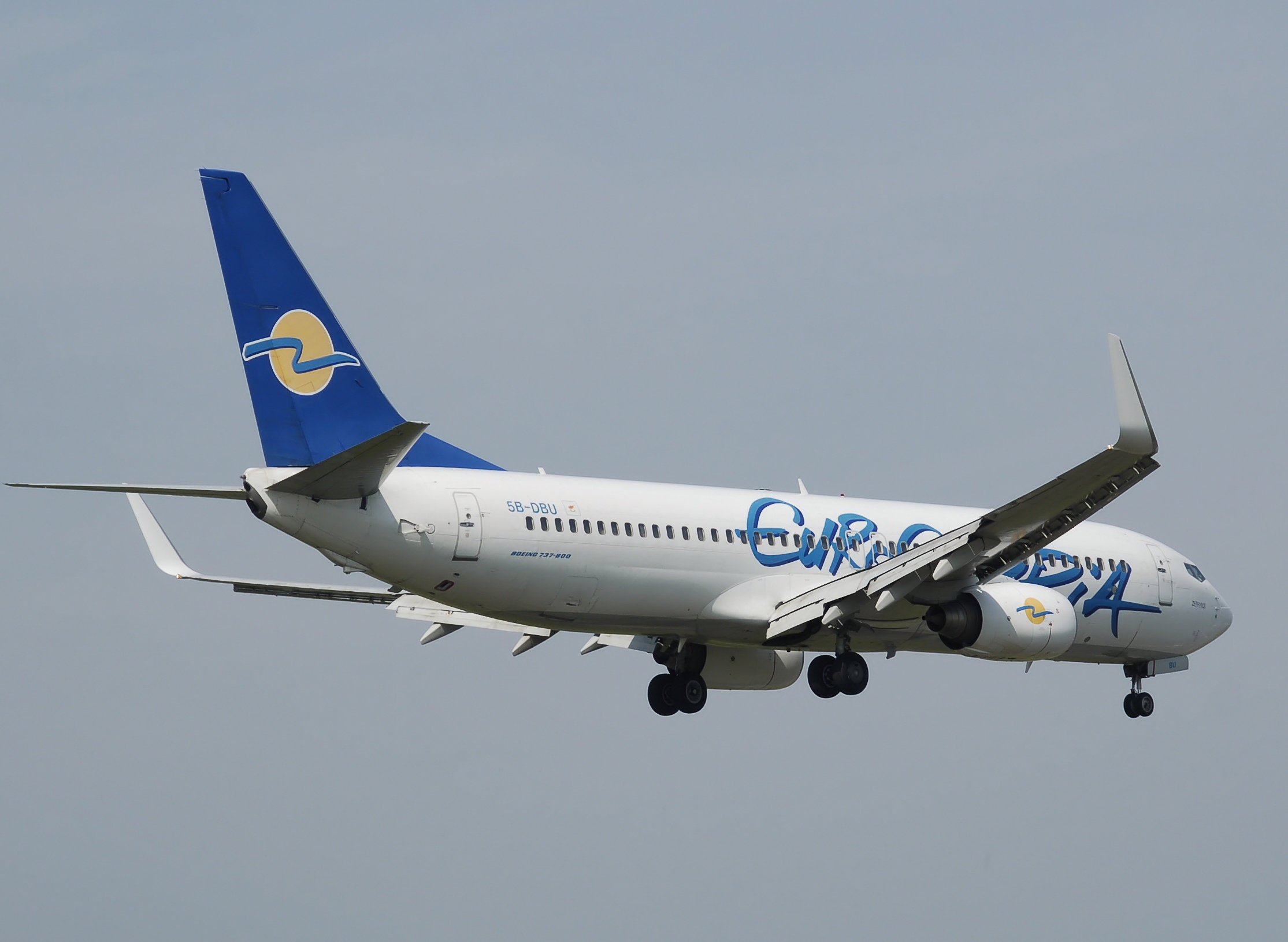
Boeing 737-800 («Зефірос») авіакомпанії Eurocypria Airlines в заході на посадку в Міжнародному аеропорту Бірмінгем, Англія, 2008 рік

Авіакомпанія Eurocypria Airlines була заснована 25 березня 1992 року як дочірній підрозділ авіакомпанії Cyprus Airways і першого чартерного авіаперевізника країни. Комерційні операції компанії почалися 12 липня 1992 року на двох літаках Airbus A320, пізніше флот поповнився ще двома лайнерами того ж типу. З 2001 року авіакомпанія виконує регулярні та чартерні пасажирські перевезення по всьому Кіпру і за його межі.
У 2003 році Eurocypria Airlines замінила власний флот, що складався з чотирьох літаків Airbus A320, на чотири лайнера Boeing 737-800. Три одиниці Airbus A320 були передані в Cyprus Airways і експлуатуються нею до теперішнього часу. У 2006 році флот авіакомпанії поповнили ще два літаки Boeing 737-800.
28 червня 2006 року Cyprus Airways реалізувала всю власність Eurocypria Airlines уряду Кіпру, загальна сума угоди склала 13,425 млн кіпрських фунтів. Чартерний підрозділ Cyprus було продано в основному через важке фінансове становище авіакомпанії. Цей підрозділ був одним з небагатьох підприємств холдингу Cyprus Airways Group, яке приносило дохід, а отже, становив собою ліквідне майно.
4 листопада 2010 року уряд Республіки Кіпр заявив про наміри довести до банкрутства компанію і приєднати її до Cyprus Airways, оголосивши 13 листопада 2010 року крайнім днем польотів компанії. Неминуче, 4 листопада, весь персонал компанії пішов у безстроковий страйк.

## Маршрутна мережа авіакомпанії
Станом на листопад 2009 року авіакомпанія Eurocypria Airlines виконує регулярні комерційні рейси за такими напрямами:

### Азія
- Кіпр
  - Ларнака — Міжнародний аеропорт Ларнака — базовий
  - Пафос — Міжнародний аеропорт Пафос — хаб

### Європа
- Німеччина
  - Берлін — Аеропорт Берлін-Шенефельд
  - Дрезден — Аеропорт Дрезден
  - Дюссельдорф — Міжнародний аеропорт Дюссельдорф
  - Гамбург — Аеропорт Гамбург
  - Ганновер — Аеропорт Ганновер-Лангенхаген
  - Лейпциг — Аеропорт Лейпциг
  - Мюнхен — Аеропорт Мюнхен
- Росія
  - Санкт-Петербург — Аеропорт Пулково
  - Москва — Аеропорт Домодєдово

## Повітряний флот

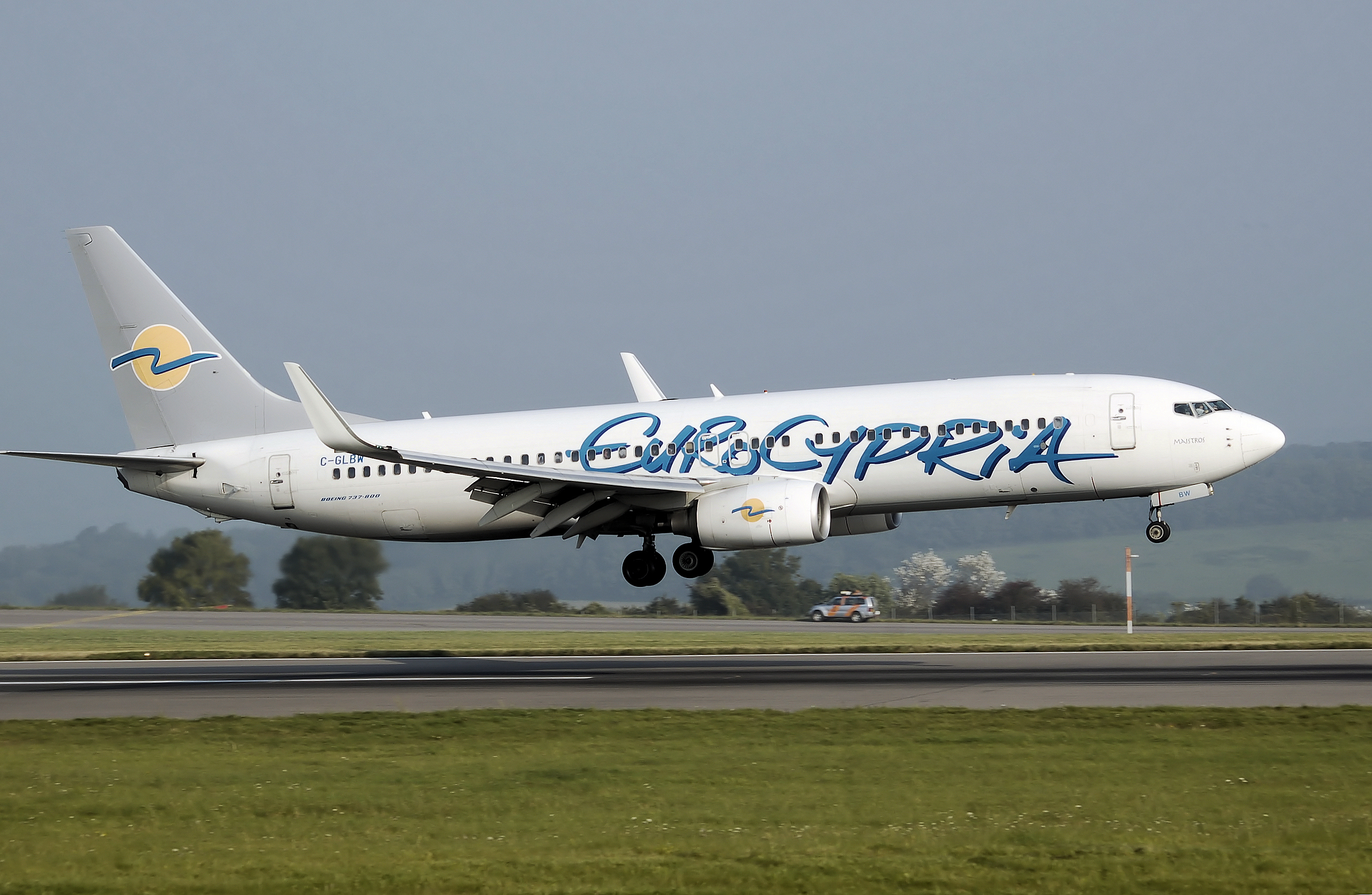
Boeing 737-800 («Майстрос») в заході на посадку в Міжнародному аеропорту Брістоль, Англія, 2008 рік

Станом на листопад 2009 року повітряний флот авіакомпанії Eurocypria Airlines становили такі літаки:
Кожен літак авіакомпанії носить грецькі назви вітрів і має власну унікальну розмальовку лівреї. Всі літаки обладнані вінглетами, пасажирські крісла салонів економічного класу являють собою шкіряні сидіння.
Станом на серпень 2009 року середній вік повітряного флоту авіакомпанії становив 6 років.